# امانوئل دانیل (بازیکن فوتبال)
امانوئل دانیل (انگلیسی: Emmanuel Daniel؛ زادهٔ ۱۷ دسامبر ۱۹۹۳) بازیکن فوتبال اهل نیجریه است.
وی همچنین در تیم ملی فوتبال زیر ۲۳ سال نیجریه بازی کرده‌است.
وی در مسابقات کشوری و بین‌المللی در مجموع برندهٔ ۱ مدال برنز شده‌است.